# Campionati europei di tuffi 2017 - Piattaforma 10 metri sincro maschile
La gara di piattaforma 10 metri sincro maschile ai Campionati europei di tuffi 2017 si è svolta il 15 giugno 2017 e vi hanno preso parte 6 coppie miste di atleti.

## Medaglie
| Posizione | Atleti                               | Paese         |
| --------- | ------------------------------------ | ------------- |
| Oro       | Maksym Dolhov Oleksandr Horškovozov  | Ucraina       |
| Argento   | Nikita Shleikher Aleksandr Belevtsev | Russia        |
| Bronzo    | Noah Williams Matthew Dixon          | Gran Bretagna |

## Risultati
| Pos. | Atleti                                | Nazionalità   | Finale | Finale |
| Pos. | Atleti                                | Nazionalità   | Punti  | Pos.   |
| ---- | ------------------------------------- | ------------- | ------ | ------ |
|      | Maksym Dolhov Oleksandr Horškovozov   | Ucraina       | 431.28 | 1      |
|      | Nikita Shleikher Aleksandr Belevtsev  | Russia        | 406.56 | 2      |
|      | Noah Williams Matthew Dixon           | Gran Bretagna | 388.05 | 3      |
| 4    | Vadzim Kaptur Arcëm Baroŭski          | Bielorussia   | 379.50 | 4      |
| 5    | Florian Fandler Timo Barthel          | Germania      | 370.29 | 5      |
| 6    | Vladimir Harutyunyan Azat Harutyunyan | Armenia       | 368.76 | 6      |